# Rudolf Windelband

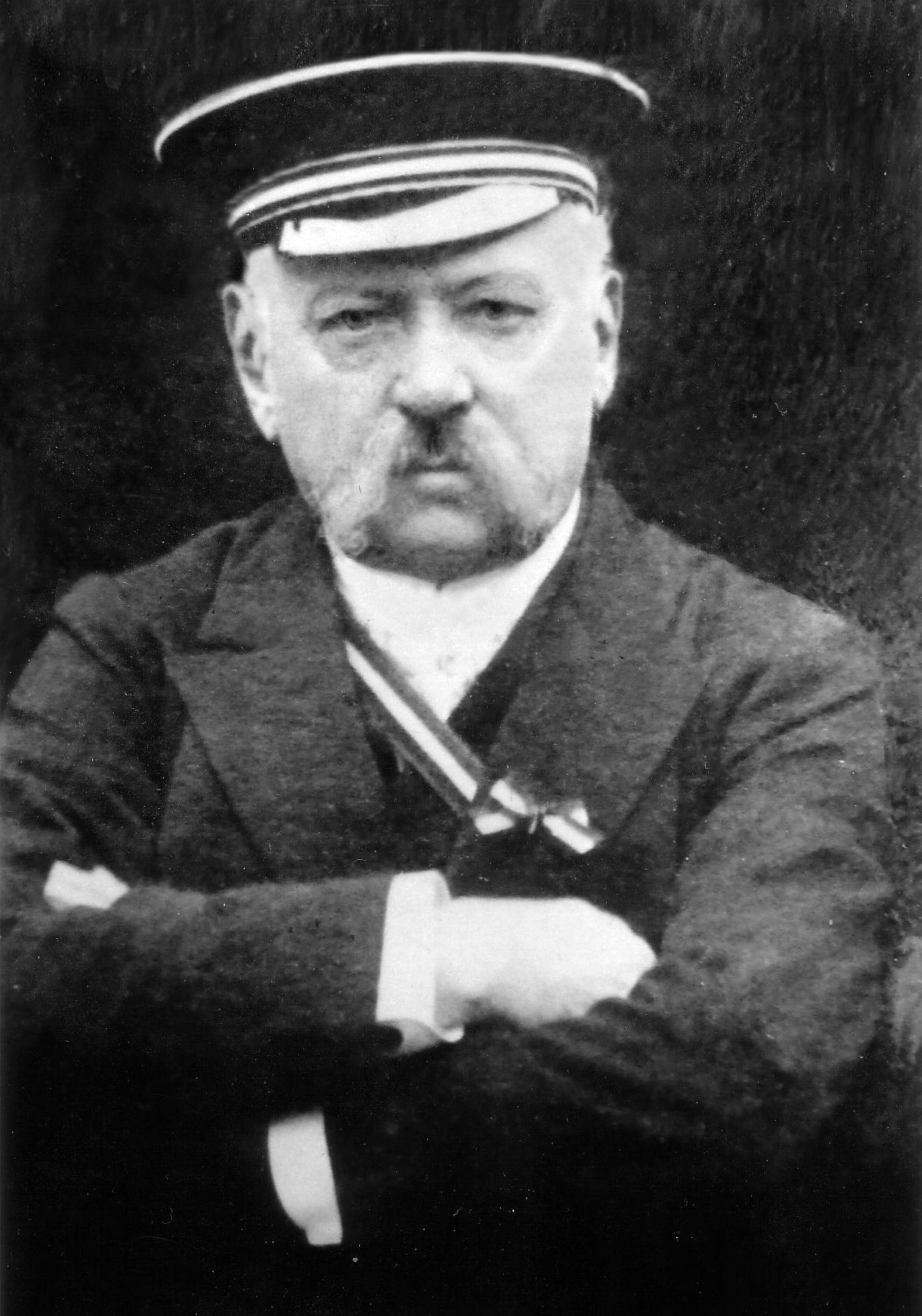
Rudolf Windelband

Rudolf Windelband (* 1. Oktober 1839 in Frankfurt (Oder); † 29. April 1909 in Groß-Lichterfelde) war ein Arzt in Berlin.

## Leben
Windelband begann an der  Friedrich-Wilhelms-Universität zu Berlin Medizin zu studieren. Seit 1861 Mitglied des Corps Guestphalia Berlin, leitete er 1863 den Congress des Kösener Senioren-Convents-Verbandes. Er beendete das Studium an der Julius-Maximilians-Universität Würzburg und wurde in Berlin zum Dr. med.  promoviert. Als 1866 die Cholera in Berlin grassierte, wendete er sich von der Schulmedizin ab. Als praktischer Arzt widmete er sich ganz der Homöopathie und dem Berliner Verein homöopathischer Ärzte. Ab 1882 (bis 1909) gab er mit Sulzer die Zeitschrift des Berliner Vereins homöopathischer Ärzte heraus.

## Ehrungen
- Ehrenmitglied des Corps Guestphalia Berlin
- Sanitätsrat
- Hofarzt von Friedrich Karl von Preußen

## Werke
- Zeitschrift des Berliner Vereins homöopathischer Ärzte, 1882, GoogleBooks